# Billy Dilley
Billy Dilley (en inglés: Billy Dilley's Super-Duper Subterranean Summer) fue una serie de televisión estadounidense de animación que fue estrenada en Disney XD el 3 de junio de 2017. Ha sido creada y producida por Aaron Springer, un veterano de animación cuyos extensos créditos incluyen Bob Esponja, Samurai Jack, The Grim Adventures of Billy & Mandy, Gravity Falls y los cortos de Mickey Mouse. Springer también estaba detrás del Adult Swim piloto de Korgoth of Barbaria.

## Sinopsis
La serie sigue las aventuras de Billy Dilley (Aaron Springer), un estudiante de 7º grado que ama la ciencia, y sus compañeros de laboratorio, Zeke (Tom Kenny) y Marsha (Boxxy), que en las vacaciones de verano se encuentran atrapados en un extraño mundo ubicado en el núcleo de la Tierra gracias a un error del invento de Billy.

## Producción
La serie fue anunciada por primera vez en 2014 como piloto potencial. En marzo de 2016, se confirmó que Disney XD da luz verde para crear la serie completa.
En 2015, Merriwether Williams confirmó en un post de Twitter por Vincent Waller como uno de los escritores de la serie, mientras que el diseñador de personajes Robertryan Cory anunció en su página de Tumblr que ha estado trabajando en la serie desde diciembre de 2014, poco más de un año antes de la recolección fue anunciado oficialmente.
El día 24 de septiembre, vía Twitter y Facebook el Twitter de uno de las personas que es parte del personal, Levon Jihanian, confirmó de que no han producido más y vía del Facebook del Disney Animation Television News dio casi que por hecho la cancelación del programa.

## Personajes
- Aaron Springer como Billy Dilley: Estudiante de 7º grado que ama la Ciencia. debido a su invento junto con Zeke y Marsha viajaron a Subterranea-Tania. Su mascota es una rata llamada Anaximander (referencia al sabio griego Anaximandro). Tiene un clon malvado el cual aparece en el último episodio que se creía 'superior en todo sentido'.
- Tom Kenny como Zeke y Thurston: Zeke es el compañero de laboratorio de Billy el cual es mandado a trabajar con él para evitar pasar encerrado en la escuela en verano. Es medio gótico de pelo entre morado y negro y ama a los dobles de riesgo. Thurston es el ayudante del conde Raymond Wretcher.
- Boxxy como Marsha: Es la compañera de laboratorio de Billy. Siempre positiva y le sigue la corriente a Billy. Escritora del diario de la Escuela de Billy y de Subterranea-tania.
- James Arnold Taylor como el conde Raymond Wretcher (Conde Rufián en LA): Uno de los antagonistas de la serie. Uso a Billy para que este arreglara su invento el Queso-rator para llenar de lodo a la superficie.
- Kerri Kenney-Silver como la señora Wretcher: Madre del Conde Rufián
- Brian Posehn como Gorkager: Líder de una tribu de los 'Gorks' de Subterranea-tania. Odia a los habitantes de la superficie.
- Sarah-Nicole Robles como Judy: Ninfa de la hierba que conoce a Billy cuando trató de cuidar a su gusano.
- Susanne Blakeslee como Hag Witch: Bruja de Subterranea-tania. A diferencia del Rufián, ama a Billy por haberle agrandado su folículo en su nariz. Está enamorada del Conde Rufián.
- Kenny Pittenger como Tony: Ex- aprendiz de la bruja Hag  por haber abierto su armario de hechizos.
- Travis Willingham como Zartran: Otro antagonista de la serie. Falso héroe que hizo creer al trío de que fue herido por un monstruo para quedarse en casa de Billy.
- Kevin Michael Richardson como Gumbrump: Hermano cíclope de Zartran.
- Steve-O como Tommy X: Acróbata de riesgo del cual Zeke es su fan; sin embargo piensa que Billy es su verdadero fan.
- Mary Jo Catlett como la tía Agnes: Policía encubierta para atrapar a Zartran y su hermano. Se hizo pasar por una tía con un sobrino perdido llamado Willie que se parecía mucho a Billy.
- Richard Steven Horvitz como Yucky: Niño troggie que se hace amigo de Billy al mostrarle una verruga que tenía en el brazo.
- Brian Doyle-Murray como Big Doug: Cuidador de mamuts de Subterranea-tania.
- Andy Milonakis como Jared: Bestia de Subterranea-tania la cual se hace amigo de Zeke y Marsha. Billy estuvo celoso de él y en el final quería comerlos.

## Episodios
| Temporada | Temporada | Episodios | Estados Unidos     | Estados Unidos      | Latinoamérica       | Latinoamérica        | España              | España               |
| Temporada | Temporada | Episodios | Comienzo           | Final               | Comienzo            | Final                | Comienzo            | Final                |
| --------- | --------- | --------- | ------------------ | ------------------- | ------------------- | -------------------- | ------------------- | -------------------- |
|           | 1         | 13 (26)   | 3 de junio de 2017 | 15 de junio de 2017 | 24 de julio de 2017 | 30 de agosto de 2017 | 7 de agosto de 2017 | 23 de agosto de 2017 |